# Batalion ON „Lwów III”

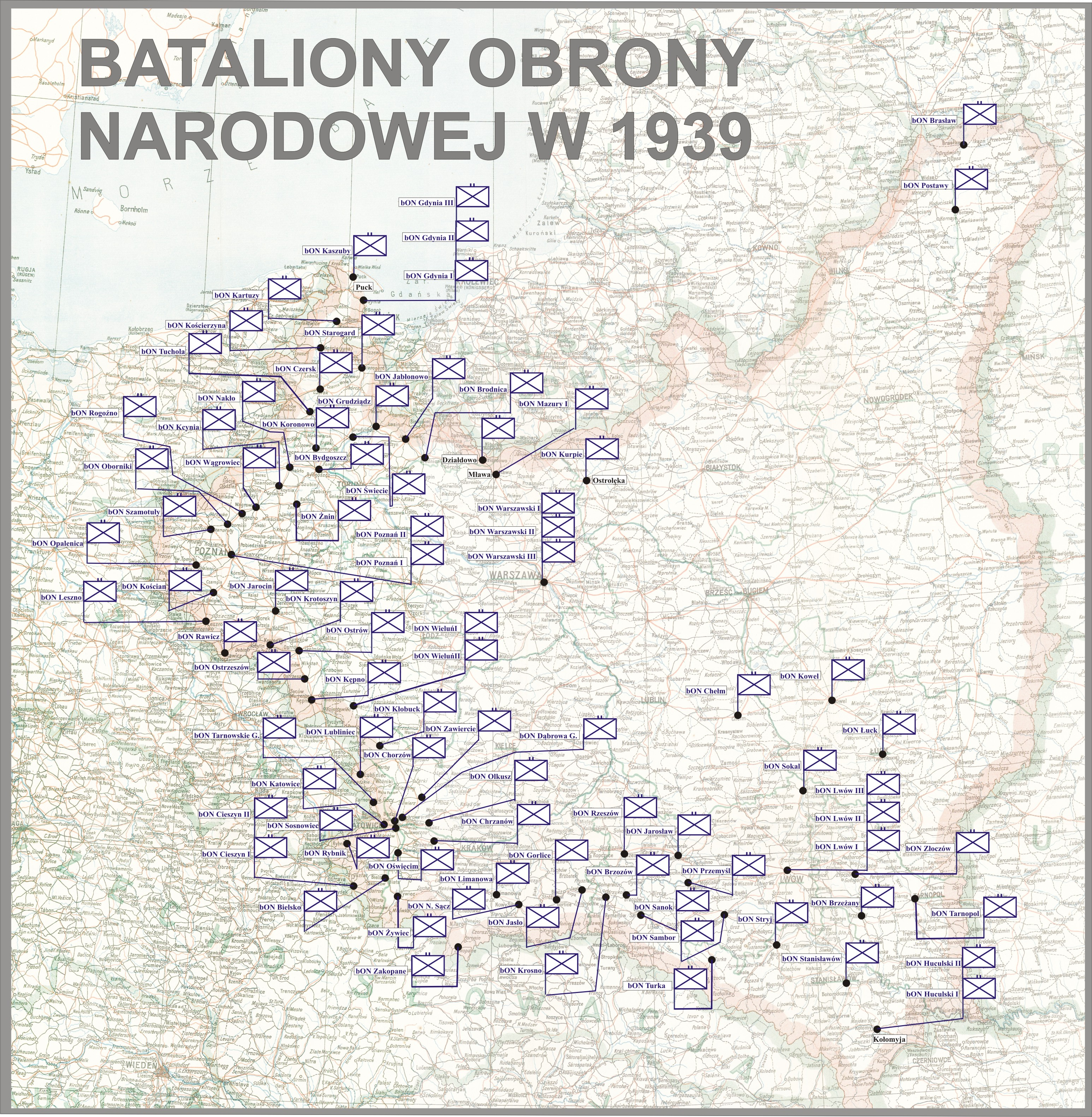
Obrona Narodowa w 1939

Batalion Obrony Narodowej „Lwów III” - (batalion ON „Lwów III”) jednostka Wojska Polskiego, która wzięła udział w wojnie obronnej 1939. 
We Lwowskiej Brygadzie Obrony Narodowej płk. dypl. F. Polniaszka, wchodzącej w skład Armii „Karpaty”. Batalion walczył w obronie Lwowa we wrześniu 1939 r.

## Skład osobowy batalionu typu I
- dowódca batalionu – mjr Józef Smagowicz[1]
- oficerów zawodowych: 4; oficerów rezerwy: 12;
- podoficerów zawodowych: 11; podoficerów rezerwy: 68;
- szeregowców rezerwy: 325.

## Uzbrojenie i wyposażenie batalionu typu I
- pistolet – 19 egz. (zamiast pistoletów oficerowie rezerwy otrzymywali karabinki),
- karabin – 270 egz.,
- karabinek – 103 egz.,
- ręczny karabin maszynowy (w każdej 1. drużynie każdego plutonu strzeleckiego) – 9 egz.,
- ciężki karabin maszynowy – 2 egz.,
- moździerz (Stokes-Brandt) kalibru 81 mm – 1 egz.
- konie taborowe: 34
- wozy: 13
- biedki pod ckm: 2;
- kuchnie polowe: 3;
- motocykle: 4 - w praktyce najczęściej 1.
- rowery: 19.